# Triosteum
Triosteum es un género de plantas pertenecientes a la familia Caprifoliaceae. Comprende 14 especies descrita y de estas, solo 2 aceptadas.

## Descripción
Es una planta perenne con un tallo erecto, redondo y velludo que alcanza 30-120 cm de altura con hojas opuestas, ovadas-lanceoladas, enteras y conjuntos de flores axilares de color púrpura. Son nativas de Norteamérica, desde Canadá a Alabama y oeste de Iowa.  Su baya, tostada y seca se ha usado como sustituto del café; pero es apreciada por sus propiedades medicinales.

## Taxonomía
El género fue descrito por Carlos Linneo y publicado en Species Plantarum 1: 176. 1753. La especie tipo es: Triosteum perfoliatum L.

## Especies aceptadas
A continuación se brinda un listado de las especies del género Triosteum aceptadas hasta julio de 2011, ordenadas alfabéticamente. Para cada una se indica el nombre binomial seguido del autor, abreviado según las convenciones y usos.
- Triosteum pinnatifidum Maxim.
- Triosteum sinuatum Maxim.